# سیارک ۲۱۴۶۶
سیارک ۲۱۴۶۶ (به انگلیسی: 21466 Franpelrine، نامگذاری:1998HZ91) بیست و یک هزار و چهارصد و شصت و ششمین سیارک کشف شده‌است که در ۲۱ آوریل ۱۹۹۸ کشف شد.
قدر مطلق سیارک برابر ۱۱.۷ است.